# Ófæra
Ófæra är en bergstopp i republiken Island. Den ligger i regionen Suðurland, 140 km öster om huvudstaden Reykjavík. Toppen på Ófæra är 830 meter över havet.
Trakten runt Ófæra är nära nog obefolkad, med mindre än två invånare per kvadratkilometer. Det finns inga samhällen i närheten. Trakten runt Ófæra är permanent täckt av is och snö.